# Electricista

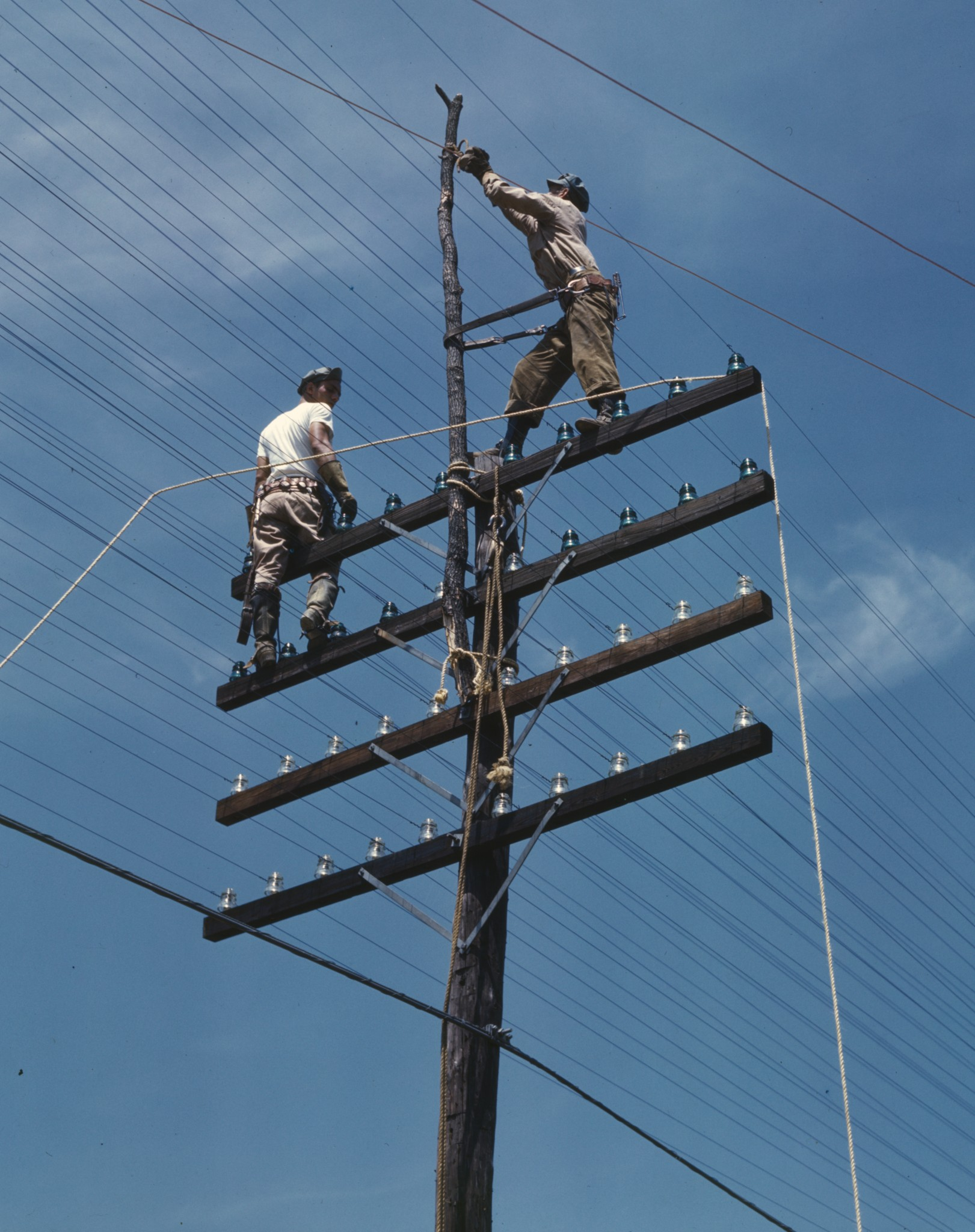
Electricistes treballant

Un electricista és aquell professional que s'ocupa de realitzar tots els treballs relacionats amb l'electricitat. Donada la gran transcendència i ús massiu de l'electricitat a il·luminació hi ha diferents especialitats d'aquesta professió on cal destacar als electricistes que s'ocupen de les xarxes d'alta tensió, els electricistes que s'ocupen de les instal·lacions elèctriques en els habitatges, edificis, tallers i locals comercials, els electricistes que s'ocupen de les instal·lacions i manteniment de l'enllumenat públic de les carrers, i els electricistes que s'ocupen de la reparació d'avaries elèctriques de la maquinària i electrodomèstics.

## Formació
A Espanya els coneixements tècnics necessaris per exercir aquesta professió estan lligats als cicles formatius o a la carrera d'enginyer electricista, més centrada en el disseny d'instal·lacions que en el seu manteniment.
Avui dia molts centres d'ensenyament formen professionals en el camp de l'electricitat industrial on l'estudiant adquireix coneixements de l'automatització de maquinària per fer més eficaç els processos de producció que requereixen les empreses a causa dels avenços tecnològics.
Per poder realitzar instal·lacions elèctriques, tant de Baixa Tensió com d'Alta Tensió, s'exigeix a més a més a professionals una acreditació oficial que garanteixi el coneixement tècnic necessari per poder realitzar segons les normes de seguretat vigents.

## Funcions

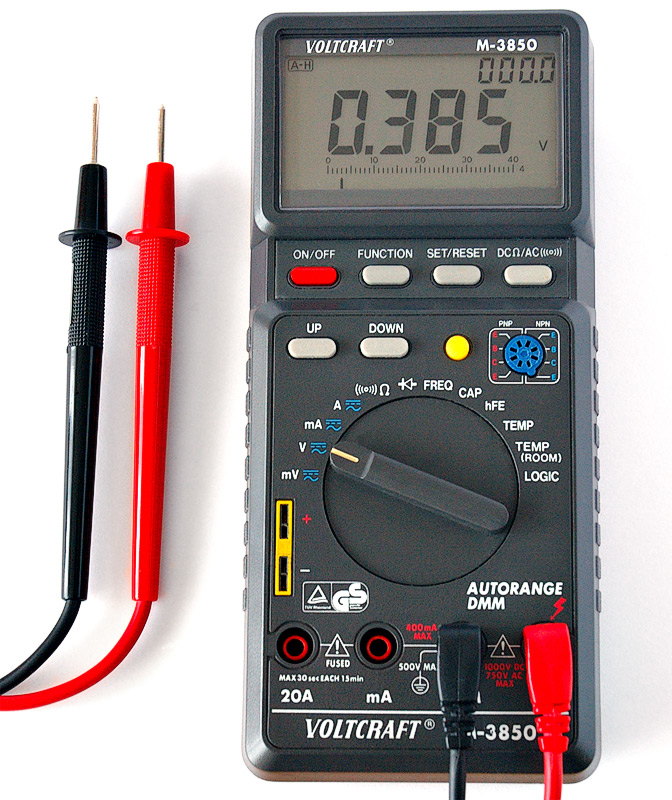
Tester, un instrument d'electricista

Els tècnics electricistes s'encarregaran d'arreglar des d'endolls fins a instal·lacions de centres de càrrega, panells elèctrics industrials, línies d'alta tensió, etc.
El treball de l'electricista no es limita a treballar en habitatges o edificis, amb el creixement de la indústria dels electricistes es formen i capaciten per realitzar treballs com el de reparació i manteniment preventiu de tota classe motors elèctrics monofàsics i trifàsics, contactors, limitadors elèctrics, arrencadors suaus (soft start), variadors de freqüència, temporitzadors, electrovàlvules, connexions en estrella i delta de transformadors, maneig adequat de productes i canonades per a ús en instal·lacions elèctriques, i respectant la normativa de seguretat que suggereix el codi nacional elèctric (codi NEC).
Altres feines usuals són:
- Intervencions urgents d'electricista davant falta de corrent elèctric per:

* Sobreescalfament en alguna línia
* Curtcircuits
- Derivacions
- Reparació, substitució o instal·lació escomesa general
- Ampliació de quadres elèctrics existents i instal·lació de nous quadres
- Reparació, substitució o instal·lació de línies de derivació individual, circuits, línies elèctriques ...
- Substitució o instal·lació de mecanismes de protecció (diferencial és, interruptors magnetotèrmics)
- Ampliació de la instal·lació
- Substitució o instal·lació de llums, halogens, endolls, claus de llum, temporitzadors d'escala ...
- Projectes d'instal·lació o renovació d'instal·lació elèctrica acord amb el Reglament
- Electrotècnic de baixa tensió
- Dictamen d'estat de la instal·lació
- Emissió de certificats d'instal·lació elèctrica en baixa tensió

### Intervencions urgents d'electricista
- Substitució de diferencials, interruptors magnetotèrmics, fusibles, etc. que deixin l'habitatge totalment o parcialment sense subministrament elèctric.
- Localització i reparació de curtcircuits i derivacions.

## Elements de treball
Els electricistes treballen amb materials, eines manuals i equips de verificació i control, que cal que compleixin rigorosament les normes de seguretat que implica aquesta professió. Entre ells hi ha: 
- Material elèctric: cables, proteccions elèctriques, terminals de connexió...
- Multímetre o Tester
- Meggen o multitest
- Alicates: de tall, per pelar cables, de puntes arrodonides...
- Tornavís
- Cinta aïllant